# Уптино
У́птино (баш. Опто) — деревня в Уфимском районе Республики Башкортостан Российской Федерации. Входит в состав Юматовского сельсовета.

## География

### Географическое положение
Расстояние до:
- районного центра (Уфа): 20 км,
- центра сельсовета (Село санатория Юматово имени 15-летия БАССР): 3 км,
- ближайшей ж/д станции (Юматово): 3 км.

## Население
| 2002 | 2009 | 2010 |
| ---- | ---- | ---- |
| 156  | ↗232 | ↗324 |